# Гранітне (Волноваський район)
Грані́тне (до 1946 року — Стара Карань, урум. Эст’и Карани) — село в Україні, у Мирненській селищній громаді Волноваського району Донецької області. Населення — 3 615 осіб.

## Географія

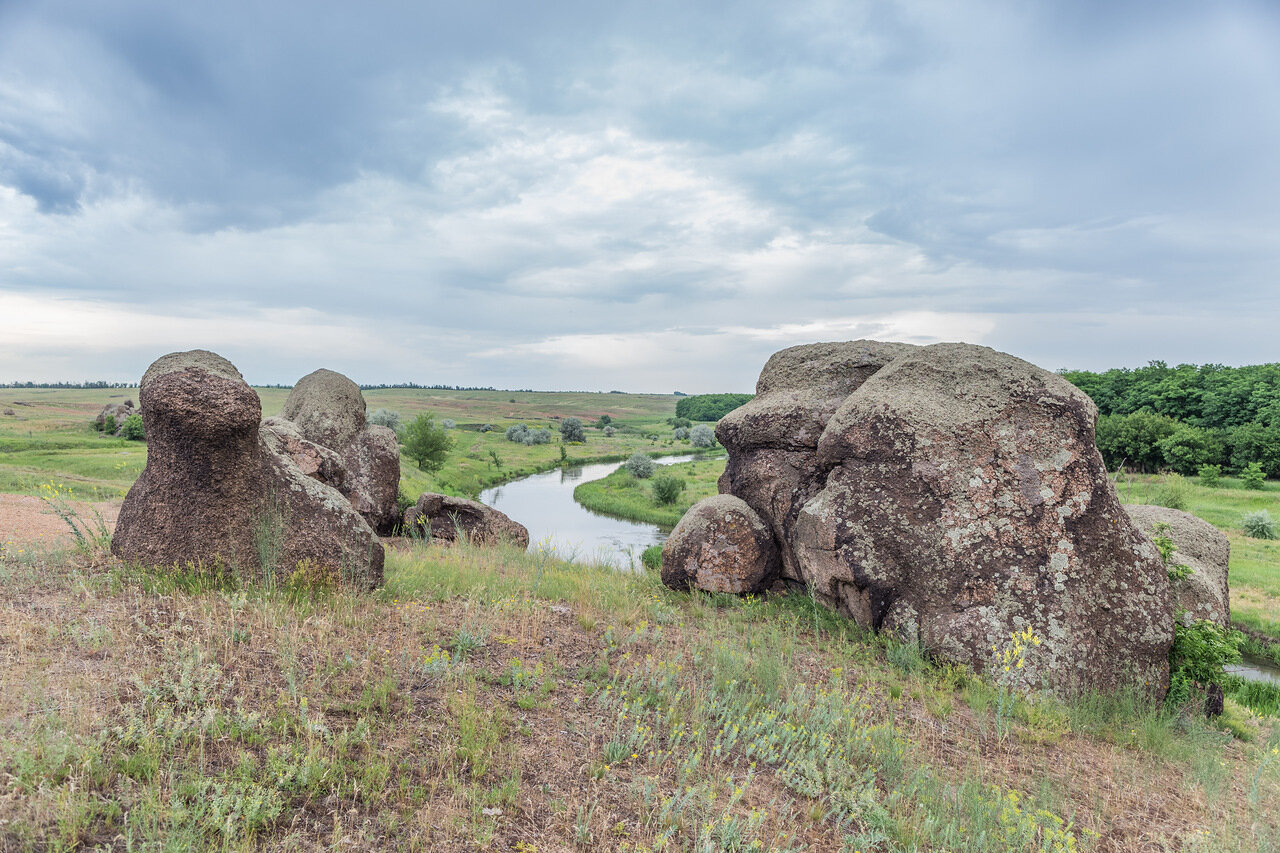
Скелі біля річки Кальміус у Гранітному

Село розташоване на правому березі річки Кальміусу, що в цій місцевості має скелясті береги, у межиріччі приток Дубової та Столової балок, за 19 км від залізничної станції Карань та за 13 км від селища Бойківське (автошляхом Т 0512).

## Історія

### Дореволюційний період
Село було засноване у 1780 році греками-переселенцями урумами з кримських населених пунктів Карань — 331 особа, Черкес-Кермен — 307 осіб та Мармара — 103 особи. За більшою кількістю переселенців було названо Каранню. В селі була заснована церква рівноапостольних Костянтина і Олени, як це було в кримській Карані.
Перші роки життя на новому місці супроводжувалися неймовірними труднощами: це посуха, нальоти сарани і як наслідок голод, який періодично викошували населення. Але, незважаючи на труднощі, село розвивалося і було центром осінніх ярмарків, об'єднувало по території прилеглі села з медичного обслуговування, освіти. 1867 року відкривається однокласна школа за рахунок бюджету громади (народна). У 1883 році в ній навчалося 151 особа (хлопчики). 1899 року відкривається двокласна Міністерська школа. У 1903 році знову відкривається однокласна школа, де навчаються 95 хлопчиків і 53 дівчинки. За даними 1916 року в міністерській школі навчаються 151 хлопчик і 97 дівчаток. Крім двох шкіл була третя церковно-парафіяльна школа за даними 1914 року. Жителі займалися землеробством і тваринництвом. Природою створені ідеальні умови, село з трьох сторін омивається ріками, безкрайні степи все це сприяло розвитку переробних підприємств, парові борошномельні, вітряні і водяні млини, олійниці. У кінці XIX століття виділилися два монополісти — це Костоманов і Хараджаєв, які безпосередньо брали участь, вкладаючи капітал у розвиток громади та вирішуючи її проблеми.

### Радянська влада
Радянська окупація встановлена у січні 1918 року.
У 1920-ті роки, під час колективізації, були підірвані основи ставлення до власності, змінювалися ідеологічні цінності. Були створені комітети бідноти. Перший голова — Папаяні Василь Романович. 1928 року організовуються колгоспи «Аяхташ» — «Товариш», «Новий світ», «Зоря», «Малхазан» — культура. 1936 року створюється ще один колгосп імені Кірова. Активними організаторами колгоспного руху були Папу В. Н., Сарбаш С. А., Маркохай М. К., Тохтамиш О. М. Потім всі господарства об'єдналися в єдине — імені Крупської.
Голодомор у 1933 році і розкуркулення вивели населення зі стабільного стану. У липні 1934 року була підірвана церква в селі. За переказами очевидців вона була величезною, всередині оброблена з граніту і мармуру.
5 листопада 1934 року Постановою Президії ВЦВК про знеміцнення Старо-Каранського району з метою посилення керівництвом сільськими радами національних меншин і наближення районних центрів, до колгоспів і сільських рад були визначені межі Старо-Каранського району, куди була повернена територія, що раніше належала громаді села — до залізничної станції Карань.
Репресії 1937 року забрали життя 197 односельців, які були розстріляні як «вороги народу».
У боротьбі проти німецько-нацистських загарбників у роки німецько-радянської війни брали участь 514 жителів села. Війна забрала життя більше 300 односельців. Два односельця отрималм відзнаки Героя Радянського Союзу — Бейда Іван Мартинович та Самохін Микола Єрмолайович.
Післявоєнне становлення важко давалося жителям, так як люди похилого віку, жінки і діти працювали весь світловий день на полях і фермах. Повністю відсутня техніка, яку замінювали бики й корови. У 1946 році назва  села Карань було перейменоване на Гранітне. У 1950-х роках район увійшов до складу Тельманівського району, а разом з цим і всі районні організації. Залишилися з великих організацій та підприємств — Райсільгосптехніка, ПМК-6, районна лікарня, райспоживспілка, професійно-технічне училище № 9.
Великим сільгосппідприємством був колгосп імені Леніна з 9 078 га сільськогосподарських угідь, у тому числі 5 989 га орних земель. Він мав тваринницький комплекс по відгодівлі великої рогатої худоби з 12 000 голів, займався племінним вівчарством загальною чисельністю 18 000 голів, садівництвом та овочівництвом. Керівник господарства Фодлаш Микола Миколайович вивів господарство в лідируюче. Колгосп імені Леніна з 1967 року був постійним учасником ВДНГ СРСР і УРСР. Господарству присвоєно звання «Господарство високої культури». У 1973 році за отримані високі врожаї зернових господарству присуджено Червоний Прапор Ради Міністрів СРСР, ВЦРПС та ВЛКСМ, а бригадиру комплексної бригади Рудову Івану Опанасовичу присуджено звання Героя Соціалістичної Праці.

### У Незалежній Україні
У 1993 році в селі було створено товариство греків, головою якого обирається сільський голова Хайтулов Л. Н. У товаристві налічувалося 1 070 осіб, створено національний вокальний колектив «Пештеш», який виконує грецькі пісні. Два колективи «Сувенір» і «Родник» отримали звання народних. Величезну роботу в збереженні й розвитку національної культури та історії проводить сільська бібліотека, де створено етнографічний куточок з предметів побуту греків.
Сільське грецьке товариство постійно співпрацює з етнографічними експедиціями, проведеними Санкт-Петербурзьким університетом та університетами України. У 1996 році в селі відновлено прихід рівноапостольних Костянтина і Олени. Церква знаходиться в пристосованому приміщенні.
2009 року село приймало міжнародний фестиваль грецької культури «Мега-Йорти» імені Доната Патричі.
Неподалік від села розташований природний заповідник Кальміуський.

### Російсько-українська війна
В ході російсько-української війни був смертельно поранений осколками міни під час мінометного обстрілу російськими збройними формуваннями позицій батальйону біля села Гранітне солдат 9-го мотопіхотного батальйону Богданов Олег Миколайович. 31 жовтня 2014 року проросійські бойовики здійснили мінометний обстріл житлових будівель в селі Гранітному. 27 листопада поблизу Гранітного російські війська здійснювали спроби просування невеликими групами у бік Старогнатівки, були вчасно виявлені українськими військами і ліквідовані завданим вогневим ударом.
У грудні 2014 року Гранітненську сільську раду було передано до Волноваського району.

#### 2015
У ніч з 2 на 3 січня 2015 року терористи намагалися прорватися через спостережний пост полку «Азов» біля Гранітного. Вони двічі йшли у наступ, проте полк «Азов» та 23-й батальйон територіальної оборони прийняли бій і атаку було відбито. По тому терористи спробували атакувати вдруге, перейшовши річку Кальміус, при цьому їм вдалося підійти на кількасот метрів до українських позицій, бої точилися всю ніч. При цьому терористи навіть намагалися здійснити фланговий обхід, однак їм довелося відступити. Зранку бойовики знову почали атаку, застосовуючи артилерію. 23-й батальйон відповів вогнем з танка, терористи полишили буферну зону та повернулися на свої позиції, втрат серед українських військових немає. 7 січня вояки батальйону «Азов» при збройному зіткненні під Гранітним знешкодили двох бойовиків — армійські частини вели перестрілку зі стрілецької зброї; добровольці помітили 2-х невідомих, що сховалися в одній з будівель неподалік. Після пострілу з ДШК терористи були ліквідовані. 14 січня внаслідок обстрілу терористами Гранітного загинула дівчинка 2,5 років — осколкове поранення голови.

#### 2019
16 січня, під час бою поблизу Гранітного загинув військовик Збройних сил України — капітан 1-го рангу морської піхоти, двоє військових ЗСУ зазнали поранень, поранені боєць «Азова» та медик, який надавав медичну допомогу. Українська розвідка встановила, що бойовики стягнули до Гранітного танки і важку артилерію й перегруповують сили в наступальні порядки. 17 січня, зранку, по позиціях полку «Азов» терористи почали вести вогонь з 120-мм міномета. Українські вояки дали координати артилеристам, вогонь ворожого мінометного розрахунку придушено, також вдалося знищити будинок з терористами, що обстрілювали українських військових. Вночі та зранку 28 січня 2015-го російські бойовики вели вогонь у напрямках сіл Гранітне та Миколаївка Волноваського району. Бійці «Азова» рушили, щоб відтягнути вогневий удар на себе, та унеможливити жертви серед мирного населення. Під час артилерійсько-мінометної дуелі загинули солдати Анатолій Шульга та Геннадій Бєлофастов, шестеро військовослужбовців зазнали поранень. 9 лютого загинули під час мінометного обстрілу села Гранітне вояки батальйону «Полісся» Сергій Ковтун, Юрій Панасюк та Сергій Фролов та ще два вояка зазнали поранень.
3 березня загинув під час перевезення продуктів на автомобілі ЗІЛ-131 до взводного опорного пункту біля Гранітного солдат 72-ї бригади Петро Кізім. Вантажівка була обстріляна терористами з РПГ. Тоді іще двоє військовиків були поранені, автомобіль ЗІЛ-130 знищений. 29 березня, ввечері, терористи обстрілювали позиції українських сил в Гранітному, використовуючи 122- та 152-міліметрову зброю, один військовик загинув — капітан 72-ї бригади Олександр Черніченко, ще один поранений. 19 травня 2015 року під час виконання бойового завдання поблизу села Гранітне від підриву на розтяжці та втрати крові загинув молодший сержант 72-ї бригади Тарас Шевченко.

#### 2021
26 жовтня 2021 року, під час роботи гуманітарної групи, в селі Старомар'ївка, з 14:25 до 15:15 батарея гаубиць Д-30 російсько-терористичних військ здійснювала обстріл позицій Об'єднаних сил в районі населеного пункту Гранітне. Два військовослужбовці Збройних Сил України під час обстрілу зазнали поранення, один з них, воїн 93-ї окремої механізованої бригади «Холодний Яр», майстер-сержант Георгій Халіков, загинув.
Аби примусити припинити обстріли українськими військовими було вперше застосовано БПЛА Bayraktar TB2 для удару по противнику..

#### 2022
13 лютого 2022 року внаслідок стрілянини в кафе загинув один військовослужбовець, штаб-сержант Реуцький Віталій Олександрович та одна цивільна особа.
З 27 лютого 2022 року село тимчасово окуповане терористичною організацією «ДНР». В березні 2022 р. у м. Маріуполь був знайдений вбитим сільський голова Леонід Миколайович Хайтулов. Перепохований у Гранітному.

## Інфраструктура
- Середня школа.
- Будинок культури.
- Ббібліотека.
- Полікліника.
- Поштове відділення.

## Населення
За даними перепису 2001 року населення селища становило 3615 осіб, із них 10,15 % зазначили рідною мову українську, 73,17 % — російську, 6,86 % — грецьку, 0,53 % — вірменську, 0,03 % — білоруську та угорську мови.

## Пам'ятники
У селі був пам'ятник В. І. Леніну, демонтований 18 березня 2016 року. Споруджено пам'ятники на честь воїнів, загиблих у боротьбі з гітлерівцями, і на честь борців за радянську владу.

## Особистості
Уродженці села:
- Зарбі Володимир Ілліч — художник-живописець, член Спілки художників України.
- Кічик Анастас Георгійович — учасник Другої світової війни, орденоносець, автор збірок поезії та прози, дослідник Голодомору 1932—1933 років[16].
- Любченко Валентина Лаврентіївна — поетеса, письменник, виконавиця власних творів.
- Рибалко Василь Миколайович — восьмикратний чемпіон України, триразовий чемпіон СРСР, учасник Олімпійських ігор з боротьби в Гельсінкі і Мельбурні.
- Хайтулов Костянтин Пантелійович — художній керівник ансамблю національного грецького танцю «Панаїр».
- Демінський Олексій Цезарович — український педагог, академік, член-кореспондент Української академії наук.